# 武湖站
武湖站位于中华人民共和国湖北省武汉市黄陂区，是武汉地铁阳逻线的地铁车站。

## 车站结构
车站位于汉施公路北侧和阳逻电厂专用铁路线（新港铁路）南侧的地块内，与北侧武湖控制中心相距6.5m。车站为高架三层岛式站台车站,其中二层为站厅层、三层为站台层。车站总长160.9m，车站总宽21.8m，车站建筑高度23.593m（相对高度）。主体结构采用纯框架结构的建-桥合一的结构型式，预应力混凝土悬臂梁最大悬臂长度8m，纵向主要柱距12m，横向柱距7m。车站主体建筑面积11664.34平方米。

### 楼层分布
| 地上三层 |                    | █ 阳逻线 往后湖大道（高车）                    |  |  |
|          | 岛式站台，左侧开门 |                                                |  |  |
|          |                    | █ 阳逻线 往金台（沙口）                        |  |  |
| 地上二层 | 站厅               | 售票机、客服中心、武漢通充值、洗手間、联外天桥 |  |  |
| 地面     | 地面               | 出入口                                         |  |  |

### 车站出口
|                                                 |      |      |  |
| 出口編號                                        | 設施 | 照片 |  |
| A₁                                              |      |      |  |
| A₂                                              |      |      |  |
| B₁                                              |      |      |  |
| B₂                                              |      |      |  |
| 注： 設有升降機 \| 設有輪椅升降台 \| 設有洗手間 |      |      |  |

## 鄰近地點
田田生态园、武湖小学、百隆·东方城、天舜翰林雅居、武湖停车场等

### 内部链接
- 武汉地铁车站列表